# Municipio de Olive (condado de St. Joseph)
El municipio de Olive (en inglés: Olive Township) es un municipio ubicado en el condado de St. Joseph en el estado estadounidense de Indiana. En el año 2010 tenía una población de 4704 habitantes y una densidad poblacional de 31,56 personas por km².

## Geografía
El municipio de Olive se encuentra ubicado en las coordenadas 41°41′15″N 86°27′53″O / 41.68750, -86.46472. Según la Oficina del Censo de los Estados Unidos, el municipio tiene una superficie total de 149.06 km², de la cual 148,8 km² corresponden a tierra firme y (0,17 %) 0,26 km² es agua.

## Demografía
Según el censo de 2010, había 4704 personas residiendo en el municipio de Olive. La densidad de población era de 31,56 hab./km². De los 4704 habitantes, el municipio de Olive estaba compuesto por el 96,22 % blancos, el 0,53 % eran afroamericanos, el 0,43 % eran amerindios, el 0,43 % eran asiáticos, el 0,68 % eran de otras razas y el 1,72 % eran de una mezcla de razas. Del total de la población el 2,3 % eran hispanos o latinos de cualquier raza.